# Židé v Protektorátu Čechy a Morava

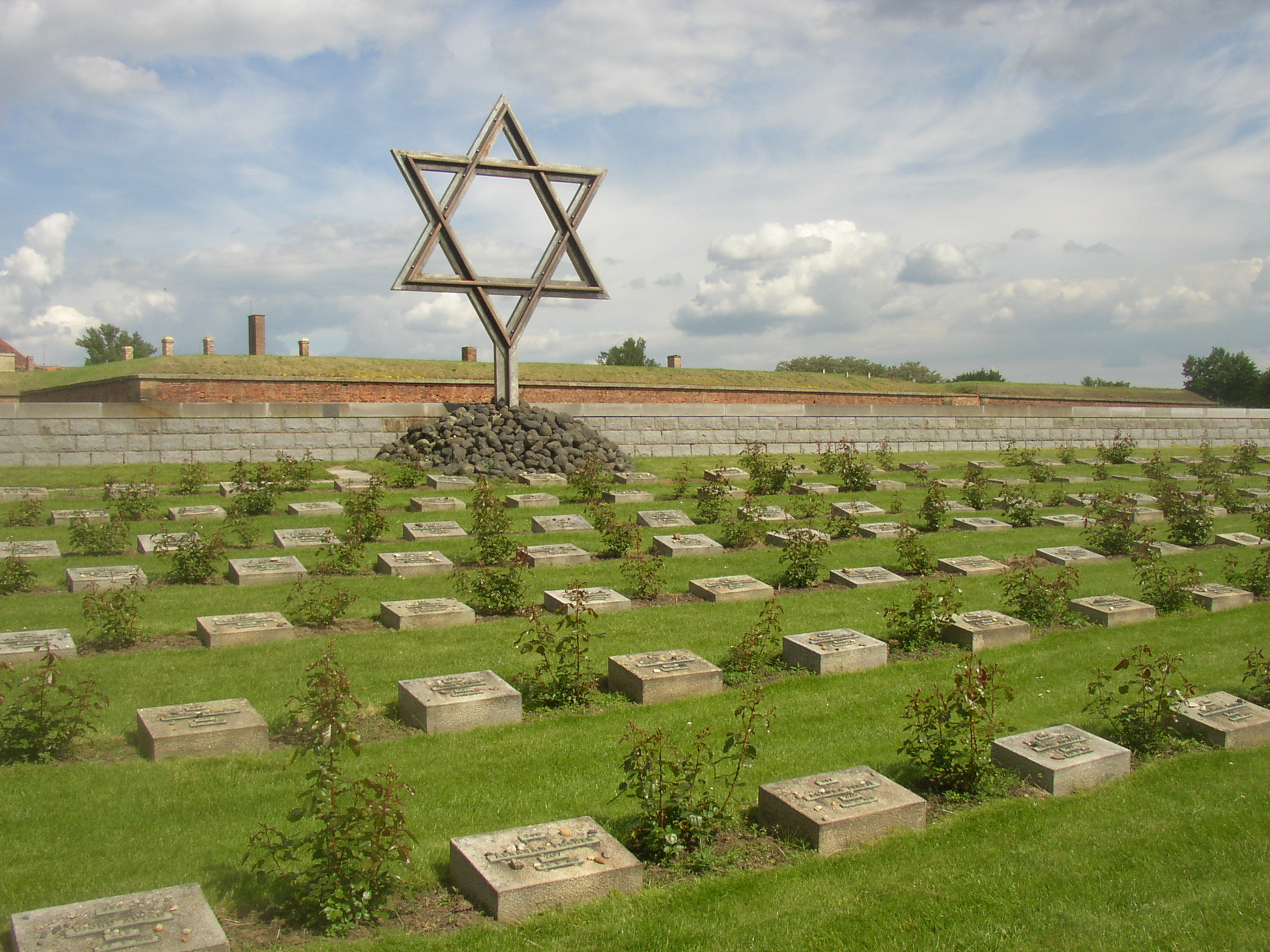
Památník Terezín, připomínající české oběti holocaustu

Židé v Protektorátu Čechy a Morava byli hned od počátku nacistické okupace postupně systematicky vyřazováni z hospodářského i společenského života. Veškeré židovské záležitosti měla na starosti Ústředna pro židovské vystěhovalectví, která se zprvu snažila Židy donutit, aby emigrovali do zahraničí, pak však změnila strategii a začala připravovat realizaci tzv. „konečného řešení židovské otázky“. Ústředna donutila pražskou židovskou náboženskou obec poslušně vykonávat nacistická nařízení a podílet se na deportacích Židů mj. do koncentračního tábora Terezín, které začaly na podzim 1941 a na počátku roku 1943 bylo na svobodě už jen na 3 tisíce protektorátních Židů.
Z Terezína byli Židé deportováni na Němci okupovaná území Sovětského svazu či Polska. Terezín měl mezi ostatními koncentračními tábory zvláštní postavení, neboť krom své funkce při vyhlazování Židů sehrál roli také při nacistické propagandě, když nacisté upravenými ulicemi Terezína provedli v letech 1943–1945 několik delegací Červeného kříže.
Při vzniku Protektorátu Čechy a Morava žilo na tomto území přes 120 tisíc Židů. Asi 30 tisícům Židům se podařilo emigrovat, drtivá většina ostatních byla deportována. Počet českých židovských obětí holocaustu není přesně znám, zavražděno však bylo minimálně 80 tisíc Židů.

## Konsolidace Protektorátu

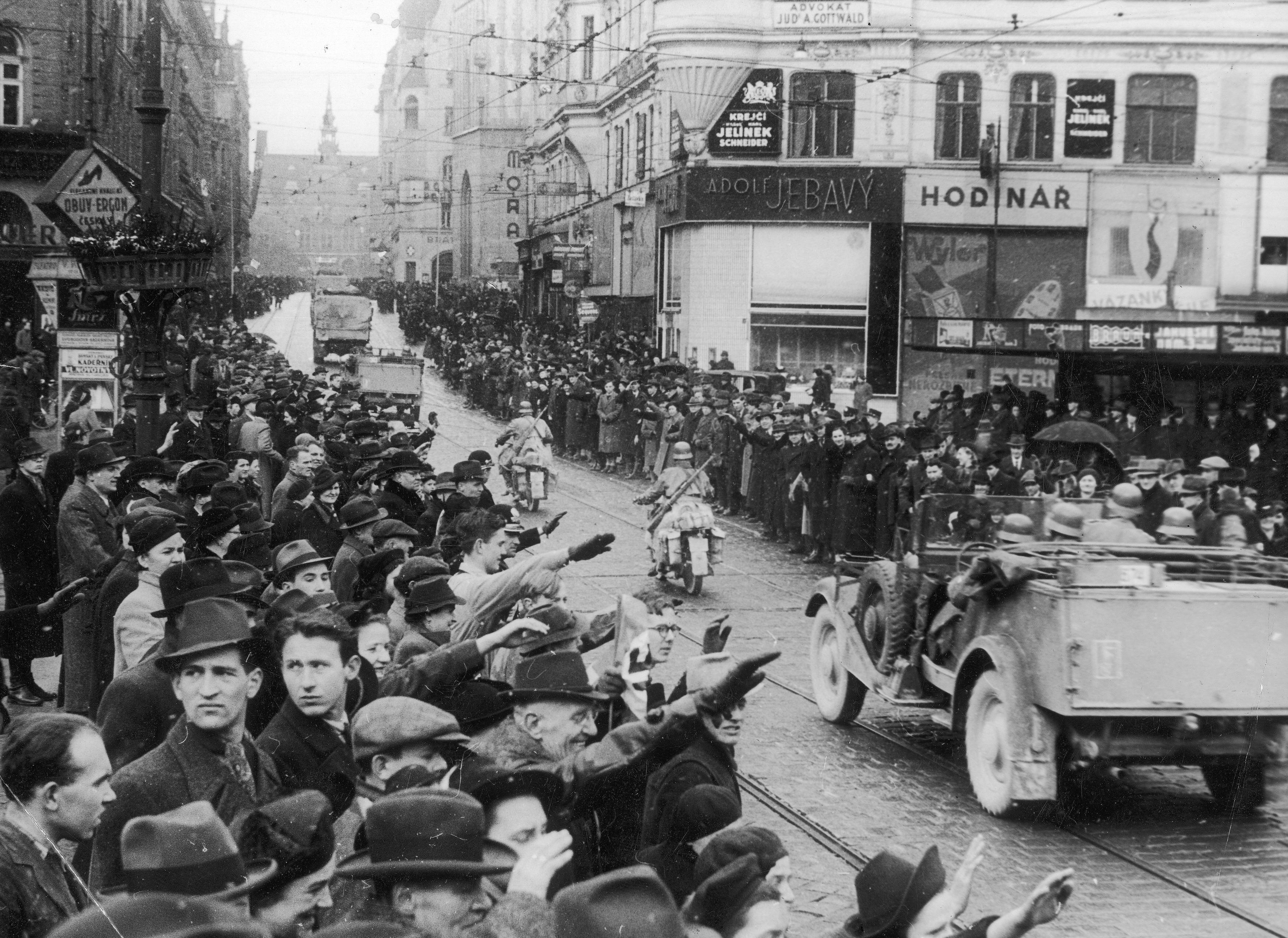
Obsazování Brna Wehrmachtem

Dne 15. března 1939 obsadila nacistická vojska po nátlaku na prezidenta Emila Háchu Druhou republiku. Následujícího dne vydal Adolf Hitler Výnos o zřízení Protektorátu Čechy a Morava. V té době se oficiálně nacházelo na území nově zřízeného Protektorátu 118 310 osob, které splňovaly nacistickou definici pojmu Žid, ve skutečnosti je však toto číslo zpětným dopočtem, který nezahrnuje Židy, jež dokázali v prvních chaotických týdnech okupace ze země prchnout nebo si zajistit falešné dokumenty.
Ještě do konce března bylo Židům zakázáno pracovat jako právníci či zaměstnanci veřejných institucí a byly výrazně omezeny jejich možnosti prodávat, pronajímat či darovat svůj nemovitý majetek. Protižidovská opatření nevycházela jen od okupační správy, ale mnohdy také od české vlády. Během Druhé republiky totiž obrovsky vzrostl šovinismus a antisemitismus, který měl zamaskovat neúspěchy českých politiků, jež vyvrcholily Mnichovskou dohodou. Tyto tendence však byly kvůli britskému slibu ekonomické podpory doposud potlačovány. Se vstupem okupačních vojsk ovšem tento důvod vzal za své a česká vláda stejně jako nacistická správa usilovala o arizaci židovských podniků (například ministerstvo zemědělství donutilo rezignovat židovské představitele ve strategicky významné Obilní společnosti). Česká vláda se tak snažila arizací posílit svou vlastní pozici.
Hitler sice záhy po zřízení Protektorátu rozhodl, že Protektorát si má židovskou otázku vyřešit sám, a v souladu s tím Eliášova vláda připravila návrh dalších protižidovských opatření. Říšský protektor Konstantin von Neurath však navrhovaná nařízení neschválil, protože by nežádoucím způsobem posilovala pozici české vlády. Dne 21. června 1939 vydal Neurath své vlastní nařízení, které bylo založeno na principech norimberských zákonů, a výrazně omezovalo Židům možnost disponovat se svým jměním. Ke správě židovského majetku mohl být podle tohoto Neurathova nařízení určen nucený správce. Tímto výnosem rovněž zanikla možnost české vlády podílet se na arizaci židovského vlastnictví, čímž se z arizace stala čistá germanizace. Neurathovo nařízení rovněž přinášelo velmi širokou definici židovského podniku, takže bylo možné arizovat i podniky, kde měli Židé i jen nepatrné zastoupení.
Protižidovskou aktivitu vyvíjely také obecní samosprávy a část místního obyvatelstva. V některých městech docházelo k zatýkání Židů, uzavírání židovských institucí či konfiskacím židovského majetku. Několik Němců vypálilo olomouckou, frýdeckou či jihlavskou synagogu. Pozadu však nezůstali ani čeští fašisté, kteří poškodili dobříšskou synagogu, v Příbrami uspořádali protižidovský pogrom a v Brně prováděli proti Židům výtržnosti. Na druhou stranu část (zejména českého) obyvatelstva projevovala s Židy solidaritu, což zástupce říšského ministerstva zahraničí v Protektorátu Kurt Ziemke odůvodnil takto: „... náš postup proti Židům se jeví Čechovi jako předzvěst našeho pozdějšího zacházení s ním.“ Většina populace však vůči perzekuci Židů projevovala lhostejnost či pasivitu.

## „Židovské vystěhování“ z Protektorátu

### Politika vystěhovalectví

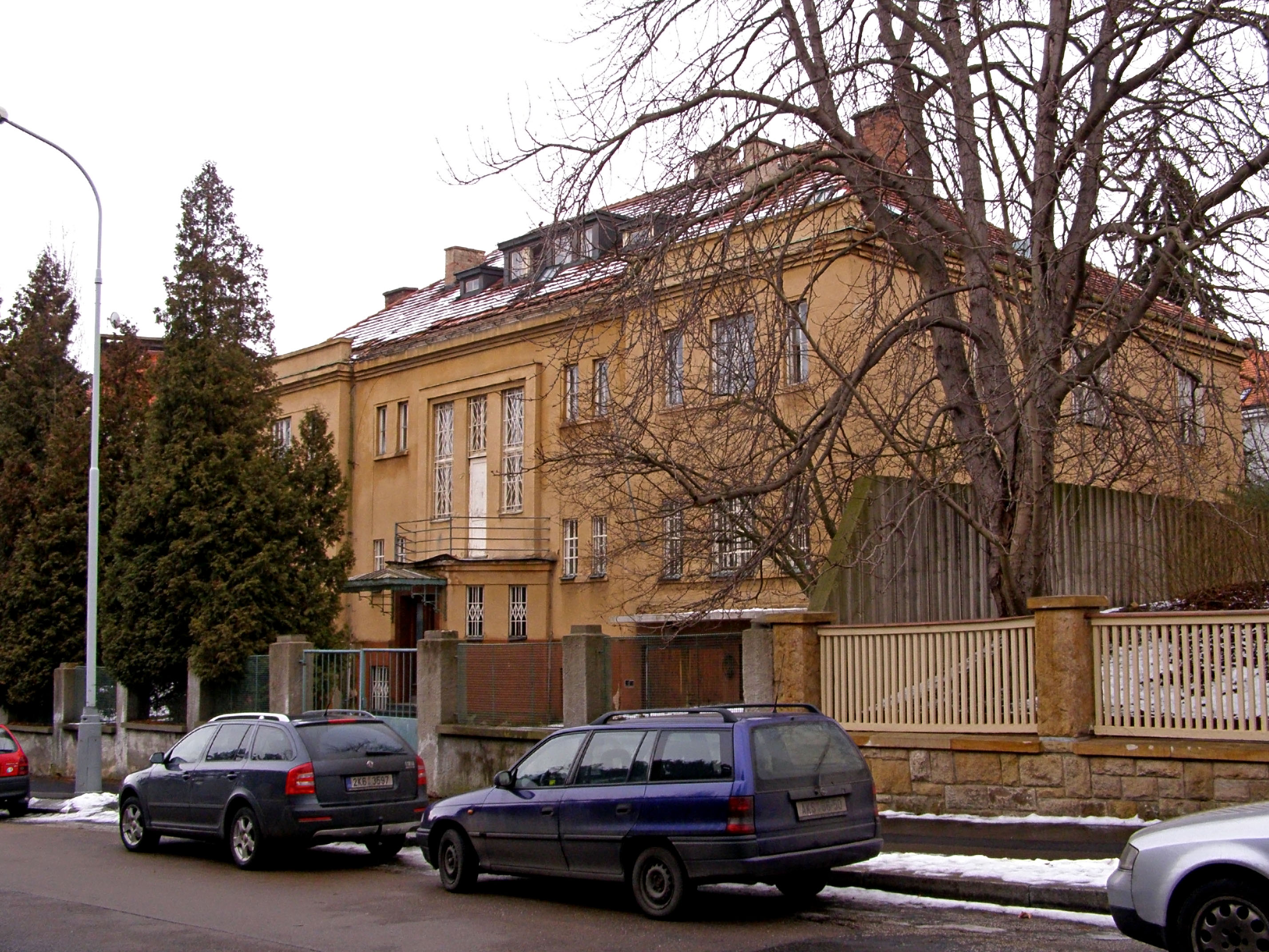
Bývalé sídlo Ústředny pro židovské vystěhovalectví ve Střešovicích

Aby nedocházelo k tříštění protižidovské politiky, byla nakonec 21. července 1939 zřízena Ústředna pro židovské vystěhovalectví, která se stala v Protektorátě nejvyšší autoritou v židovských záležitostech a podléhala oddělení IV B 4 Hlavního říšského bezpečnostního úřadu, které vedl Adolf Eichmann. Do této organizace mohla vysílat své pracovníky také protektorátní ministerstva. To však civilní správě nebránilo v tom, aby vydávala další represivní opatření vůči Židům, která např. omezovala návštěvu městských parků, divadel, restauračních zařízení či lázní.
Hlavním posláním ústředny bylo vystěhování Židů za hranice Říše. Princip činnosti Ústředny spočíval v tom, že zastrašováním nutila Židovskou náboženskou obec (ŽNO) v Praze ke spolupráci a pak vytyčovala úkoly, které měla ŽNO splnit. ŽNO se proto rozrostla v rozsáhlý byrokratický aparát, který od 22. září 1939 registroval všechny Židy v Protektorátu, podporoval emigraci Židů a později obesílal Židy, aby se dostavili k deportacím, či zajišťoval majetek deportovaných Židů.
První pokus o vystěhování Židů začal 18. října 1939, kdy z Moravské Ostravy vyjel první vlak do Niska nad Sanem, kde si měla část Židů vybudovat tábor podle svých plánů z materiálu, který si měla ŽNO v Ostravě obstarat sama. Ostatní transportované Židy pak nacisté hnali k sovětské hranici, kde je Sověti zajali a internovali v pracovních táborech. Nicméně celá akce zvaná Akce Nisko byla poměrně chaotická, a tak byla počátkem listopadu ukončena a Židé v nacistickém táboře se mohli vrátit do Protektorátu.
Po přerušení deportací musela Ústředna hledat jiné způsoby řešení „židovské otázky“. Represemi a propagandou se snažila Židy podnítit k emigraci za hranice, zároveň ovšem usilovala o to, aby podstatná část majetku zůstala v Protektorátě. Dne 23. listopadu 1939 proto vláda stanovila „vystěhovaleckou daň“, kterou museli Židé při opuštění státu zaplatit a která činila čtvrtinu jejich jmění.

### Vyřazení Židů z hospodářského a společenského života

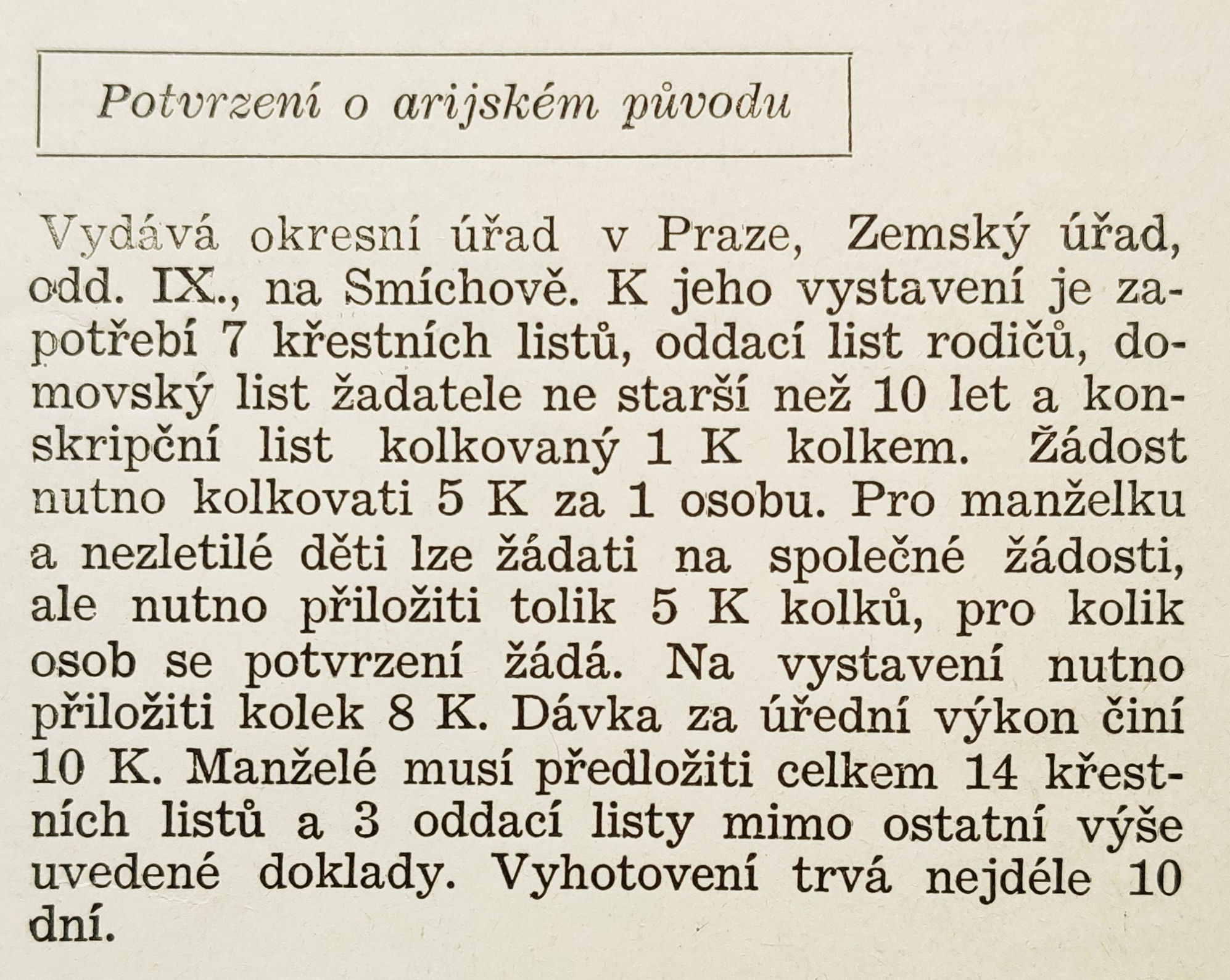
Postup k získání potvrzení o árijském (tj. nežidovském) původu (Kalendář českého čtenáře na rok 1942)

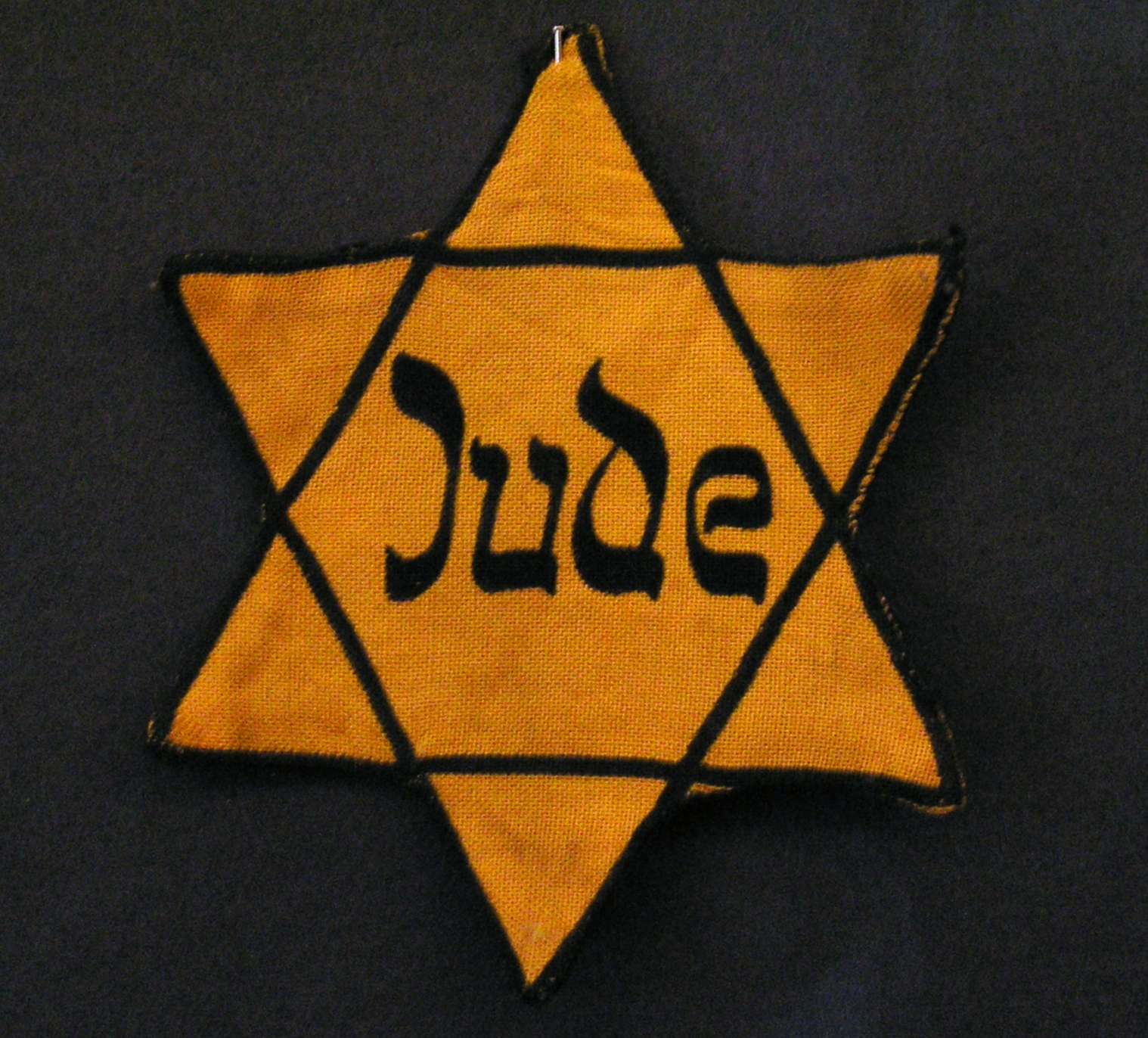
Od 1. září 1941 museli židovskou hvězdu nosit také Židé v Protektorátu

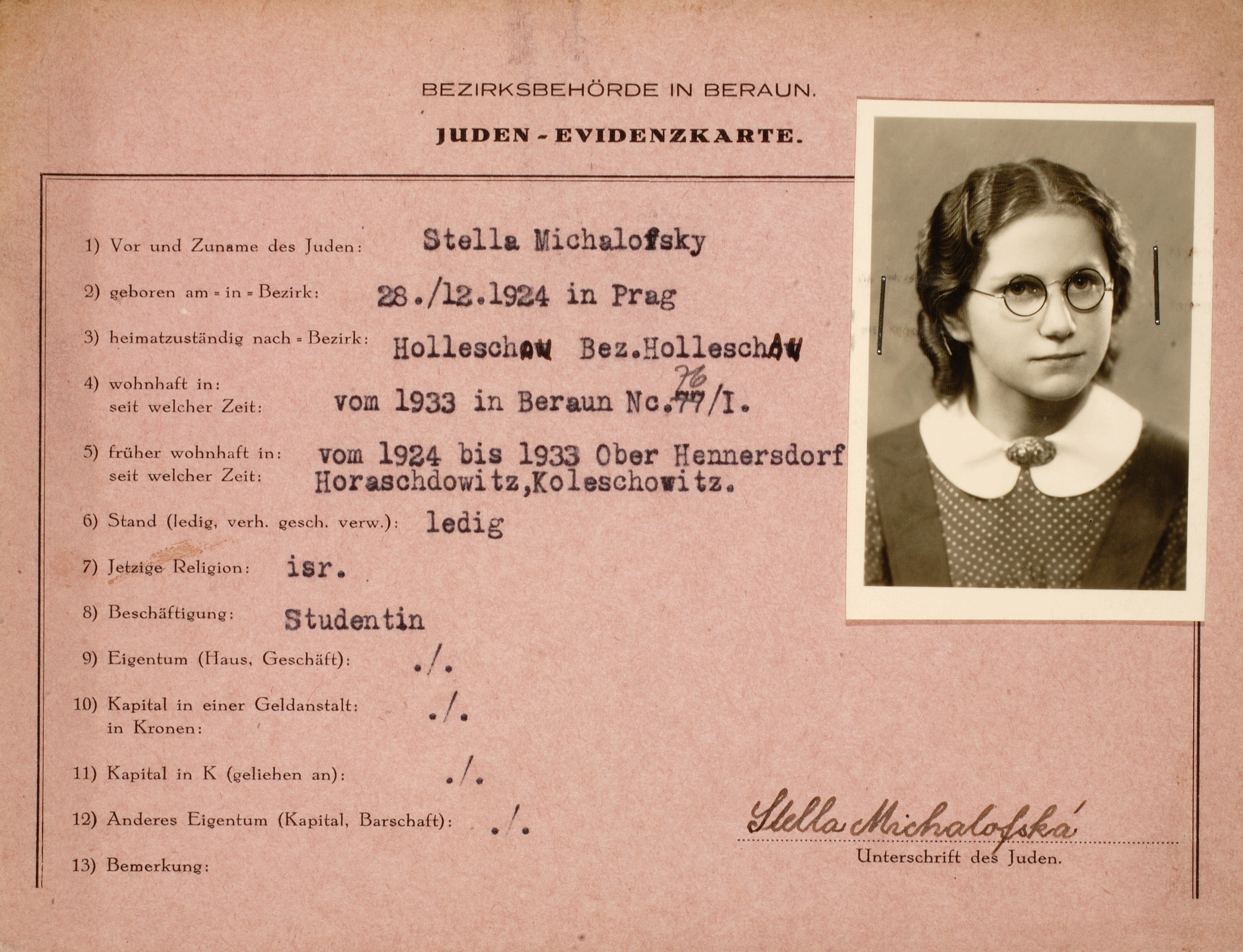
Evidenční karta evidence židovského obyvatelstva Okresního úřadu Beroun.

Stav židovského obyvatelstva do poloviny roku 1942 podle oficiálních statistik

Zároveň s politikou vystěhovalectví probíhala snaha co nejvíce židovské obyvatelstvo vyřadit z kulturního i hospodářského života. Během roku 1939 byli Židé vykázáni z německých středních a vysokých škol a počet Židů na českých školách byl omezen 4% kvótou. V první třetině roku 1940 nařízení říšského protektora vyřadila Židy i z některých odvětví hospodářství. Vládním nařízením došlo téhož roku k ukončení všech židovských advokátních praxí, postižení sice mohli zažádat o náhradní ustanovení židovskými právními zástupci, ti ale mohli obstarávat jen právní věci Židů a jejich počet byl navíc omezen 2% kvótou k počtu zbývajících advokátů. Podobně byly ukončeny např. úřady notářů, oprávnění civilních techniků a báňských inženýrů nebo lékařské praxe. Také židovští lékaři mohli nadále léčit jen Židy nebo členy své rodiny.
Tato opatření však přinesla nový problém v podobě rychlého chudnutí židovského obyvatelstva. ŽNO proto musela zřídit oddělení nazvané Židovské ústředí práce, kde se židovští nezaměstnaní registrovali. Tito Židé pak byli „zaměstnáni“ na stavbách silnic a železnic či v lesnictví a museli se také podílet například na výstavbě kobyliské střelnice, regulaci vodních toků, odklízení sněhu z ruzyňského letiště nebo na zemědělské sklizni.
Židům neschopným práce ŽNO poskytovala podporu v naturální i peněžní formě a také zřídila několik sociálních ústavů pro sirotky, děti či staré lidi. V důsledku represivních opatření a chudnutí stoupala nemocnost Židů. Protože byli Židé prakticky vyloučeni ze všeobecné lékařské péče, musela ŽNO zřídit také několik nemocničních ústavů.
ŽNO v Praze získala finanční prostředky ke své činnosti zejména díky tomu, že na ni byl převeden majetek jiných židovských obcí, které byly zrušeny nebo degradovány na pouhé pobočky pražské ŽNO. V březnu 1940 byly navíc zrušeny veškeré židovské spolky a během roku 1941 také všechny židovské fondy a nadace. Jejich majetek připadl Vystěhovaleckému fondu pro Čechy a Moravu.
Po vyřazení z kulturního a hospodářského života nacistické úřady přikročily k vyloučení Židů ze společnosti. Krom místních vyhlášek, které zakazovaly židovskému obyvatelstvu vstup na některá místa, omezila pohyb židovského obyvatelstva zejména policejní vyhláška z podzimu 1940, která umožňovala Židům opustit politický okres, ve kterém se nacházelo jejich trvalé bydliště, jen na zvláštní povolení. V září 1941 podobná vyhláška dokonce zakazovala bez povolení opouštět samotnou obec trvalého bydliště.
Různé další vyhlášky a nařízení omezovaly možnost používat dopravní prostředky (Židé například nesměli jezdit autobusy či zrychlenými vlaky), zakazovaly užívat telefon a výrazně omezovaly hodiny, ve kterých mohli Židé nakupovat v obchodech. Nejvýraznější znamení segregace židovského obyvatelstva pak bylo určeno policejním nařízením o označování Židů z 1. září 1941, které Židům přikazovalo nosit na veřejnosti pevně připevněnou žlutou židovskou hvězdu.

### Reakce nežidovského obyvatelstva
Část českého obyvatelstva vyjadřovala se zaváděnými protižidovskými opatřeními nesouhlas. Například když byla Židům omezena doba, kdy mohli nakupovat, kupovali jim zboží jejich čeští známí. Solidarita s Židy se projevovala také v nebývalé účasti nežidovského obyvatelstva na židovských pohřbech. Když nacistické úřady přikázaly Židům nosit židovskou hvězdu, začali ji nosit i někteří Nežidé.
Úřady považovaly situaci za tak vážnou, že Národní souručenství zakázalo svým členům jakýkoli jiný než úřední styk s Židy, a Reinhard Heydrich dokonce vydal varování, že se sympatizanty s Židy bude zacházeno stejně jako s Židy samotnými (což v důsledku znamenalo rovněž deportaci do koncentračního tábora). Po těchto opatřeních otevřené projevy solidarity skončily[zdroj?] a nacisté mohli bez odporu obyvatelstva přikročit k další fázi „řešení židovské otázky“ – deportaci Židů.

### Transporty Židů
Vyvrcholením segregace Židů bylo vytvoření ghetta v Terezíně. Od 1. října 1941 ŽNO prováděla druhou registraci židovského obyvatelstva. V té době žilo v Protektorátu podle statistik ŽNO 88 105 Židů, z toho necelých 47 000 bydlelo v Praze. Cílem transportů mělo být přesídlení židovského obyvatelstva z Protektorátu na okupovaná území Sovětského svazu, kde již probíhalo vyvražďování místního židovského obyvatelstva. Bylo naplánováno pět transportů z Prahy na toto území a ostatní Židé měli být prozatím přesunuti do terezínského ghetta.
O přípravu transportů se starala opět ŽNO. Ústředna vždy zaslala židovské obci seznam Židů a tyto Židy pak ŽNO vyzvala, aby se dostavili na shromaždiště. V Praze to byl areál tzv. Radiotrhu (nazývaný také Nové výstaviště, stál při Veletržní ulici naproti Veletržnímu paláci, dnes zde stojí komplex Parkhotelu). Na shromaždišti vybrali zaměstnanci ŽNO od obeslaných Židů majetková přiznání, klíče od bytů, peníze a cennosti. Bezprostřední přípravy k deportaci probíhaly plynule, jak sděluje zpráva ŽNO: „... při odstěhovávání a umisťování do ghetta židovské obyvatelstvo plnilo s tím související pokyny Židovské náboženské obce v Praze s velikou kázní a klidem.“
K prvnímu transportu se prvních tisíc Židů shromáždilo 13. října 1941 v areálu Radiotrhu a o tři dny později je vlak odvezl z nedalekého nádraží Praha-Bubny do Lodže. Stejným způsobem pak probíhaly další čtyři deportace. Obdobně byl v polovině listopadu vypraven také transport z Brna do Minsku. Ostatní židovské obyvatelstvo pak již bylo převezeno podle plánu do Terezína.
O majetek deportovaných Židů se staralo Treuhandstelle, nově zřízené oddělení ŽNO. Zaměstnanci tohoto oddělení klasifikovali židovské byty a odhadovali jejich cenu. Část bytů byla ihned rozprodána, z ostatních bytů bylo veškeré vybavení odvezeno do speciálních skladů, kde proběhla důsledná inventarizace. Právně patřil majetek Vystěhovaleckému fondu, avšak mnozí nacističtí pohlaváři jej využívali k osobnímu obohacování.
Na konci ledna roku 1943 byla drtivá většina židovského obyvatelstva z Protektorátu deportována. Tím však ŽNO v podstatě splnila svou úlohu a v únoru 1943 byla proto přeměněna na Židovskou radu starších. Její dosavadní zaměstnance, kteří byli rovněž odsunuti do Terezína, nahradili židovští partneři ze smíšených manželství. I oni ovšem byli počátkem roku 1945 odsunuti do Terezína.

## „Konečné řešení židovské otázky“

### Zřízení Koncentračního tábora Terezín

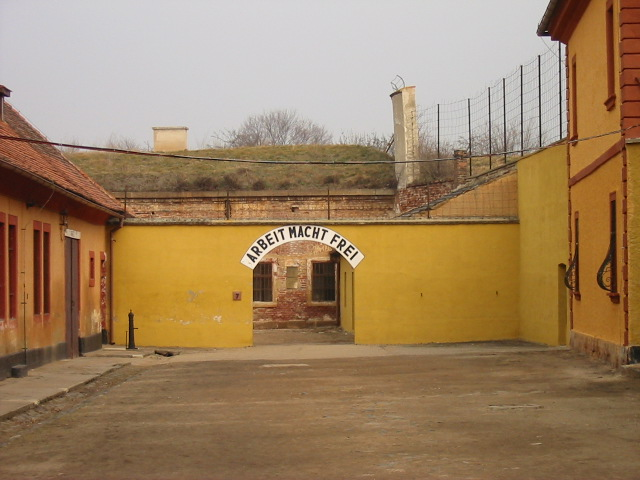
Nádvoří uvnitř KT Terezín

Terezín, kam byla drtivá většina Židů deportována (koncem roku 1944 žilo v Protektorátě na „svobodě“ už jen 2 650 Židů, většinou ve smíšených manželstvích), nebyl v pojetí oficiálních statistik již považován za území Protektorátu. Ještě na konci léta roku 1941 se jednalo o město, ve kterém bydlelo na 4 000 civilních obyvatel a ve kterém se nacházela kasárna, v nichž byli ubytováni vojáci Wehrmachtu. Wehrmacht kasárna pro potřeby „konečného řešení“ uvolnil a civilní obyvatelstvo se do července roku 1942 odstěhovalo.
Původně měla být vybudována židovská ghetta dvě, jedno mělo být na Moravě, ale nakonec však byli všichni protektorátní Židé směřováni do Terezína. První transport do zdejšího koncentračního tábora dorazil 24. listopadu 1941 a brzy následovaly další. Židé přijali deportace do Terezína po šesti deportacích do východní Evropy s jistým ulehčením, brzy však „vystřízlivěli“, neboť již 9. ledna 1942 byl z Terezína vypraven první transport do Rigy.
Židé si museli nejdříve tábor přizpůsobit a vybudovat nové ubytovací prostory, zdravotnická i stravovací zařízení, ale také například krematorium. Drtivá většina pracovních sil byla spotřebována pro potřeby Terezína samotného, malá část Židů však byla nasazována také v pobočných koncentračních táborech v okolí či k výstavbě vlečky z Bohušovic nad Ohří do Terezína.
Ačkoliv Terezín byl na protektorátním území, po nuceném přestěhování do Terezína se židé oficiálně "odstěhovali" z protektorátu. Přestože v jednotlivých případech mohli zůstat v Terezíně až do konce války a třeba každodenně docházet do zaměstnání mimo ghetto, již nebyli protektorátními příslušníky a zmizeli z protektorátní evidence obyvatelstva, seznamů na příděly potravin atd.
Dne 20. ledna 1942 se uskutečnila konference ve Wannsee, na které byly zkoordinovány plány „konečného řešení židovské otázky“ a byl vytvořen pevný systém vyhlazování Židů. Od 2. června 1942 tak do Terezína začaly přijíždět transporty z ostatních částí Třetí říše. Zásobování přecpaného ghetta (nejvyšší počet vězňů byl 58 491 v září 1942) vodou, elektřinou a jídlem se zhroutilo.

### Transporty na východ

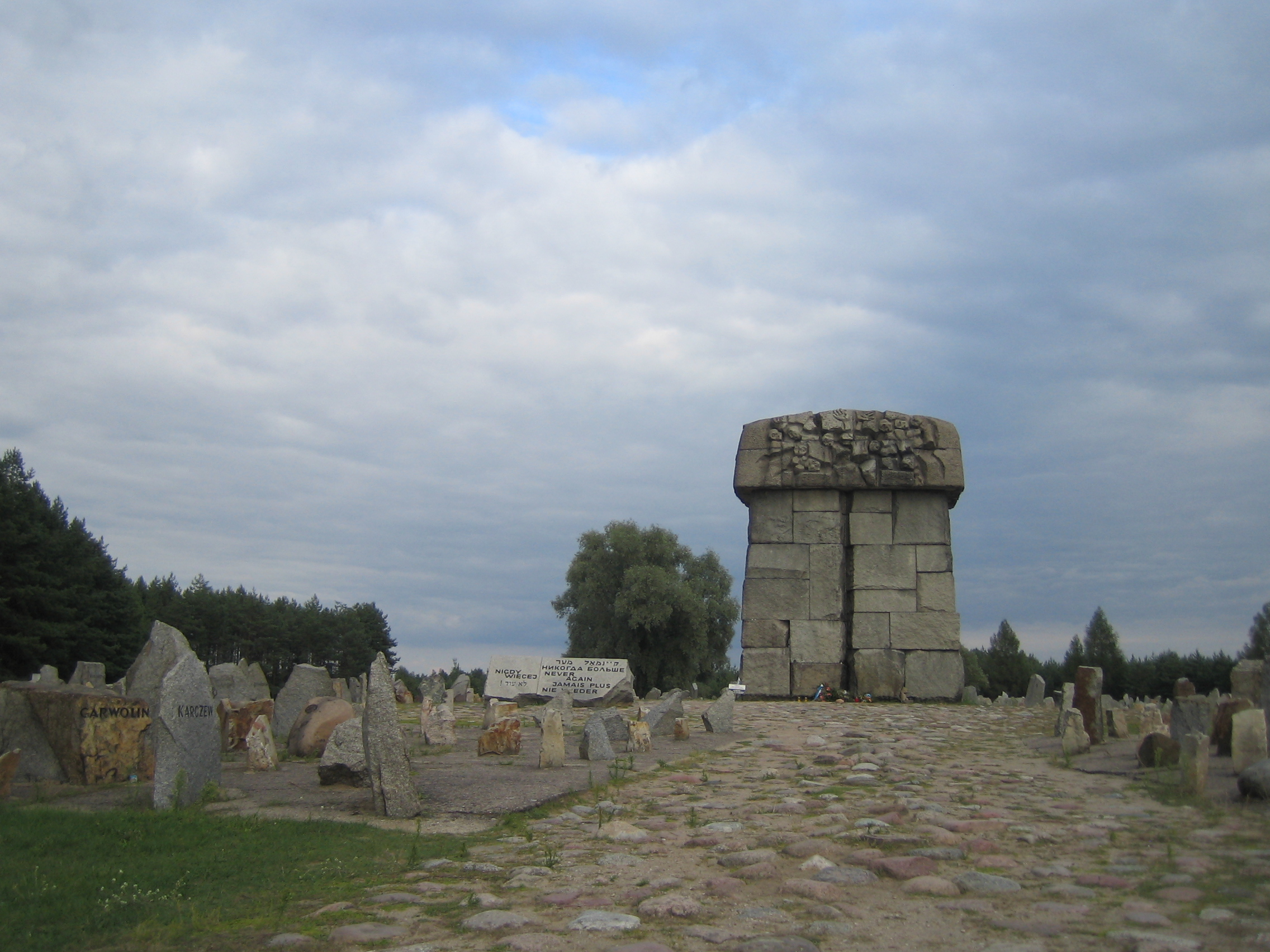
Památník zavražděných Židů v Treblince

V těchto podmínkách se rychle šířila epidemie, která hrozila, že se přenese i za hranice koncentračního tábora. Zatímco však první vlna transportů v první polovině roku 1942 směřovala do pracovních táborů, kde židovští vězni po čase zemřeli vyčerpáním nebo byli později vyvražděni, v druhé polovině téhož roku byly transporty určeny již k okamžité likvidaci. Tak byli například u Malého Trostince blízko Minsku Židé vyhnáni z vlaku, hnáni několik kilometrů a pak všichni postříleni. Také ihned po příjezdu do Treblinky byli Židé zavražděni, a sice v plynových komorách.
Jelikož se však v této době začala východní fronta posouvat zpět na západ, nebylo již tedy možné odvážet Židy na okupovaná sovětská území. Poslední terezínský transport v roce 1942 byl proto prvním z řady mnoha dalších, které směřovaly do Osvětimi. Také zde byla většina deportovaných Židů ihned po selekci poslána do plynu.

### Terezínské divadlo před světem

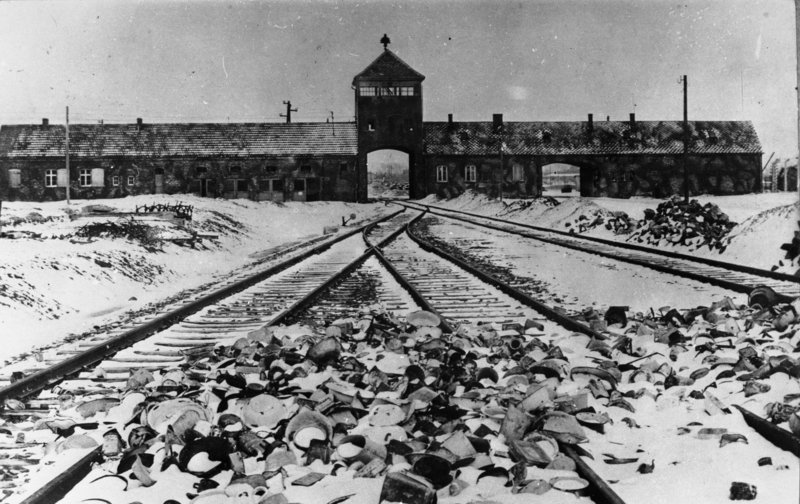
Vjezd do KT v Osvětimi (1945)

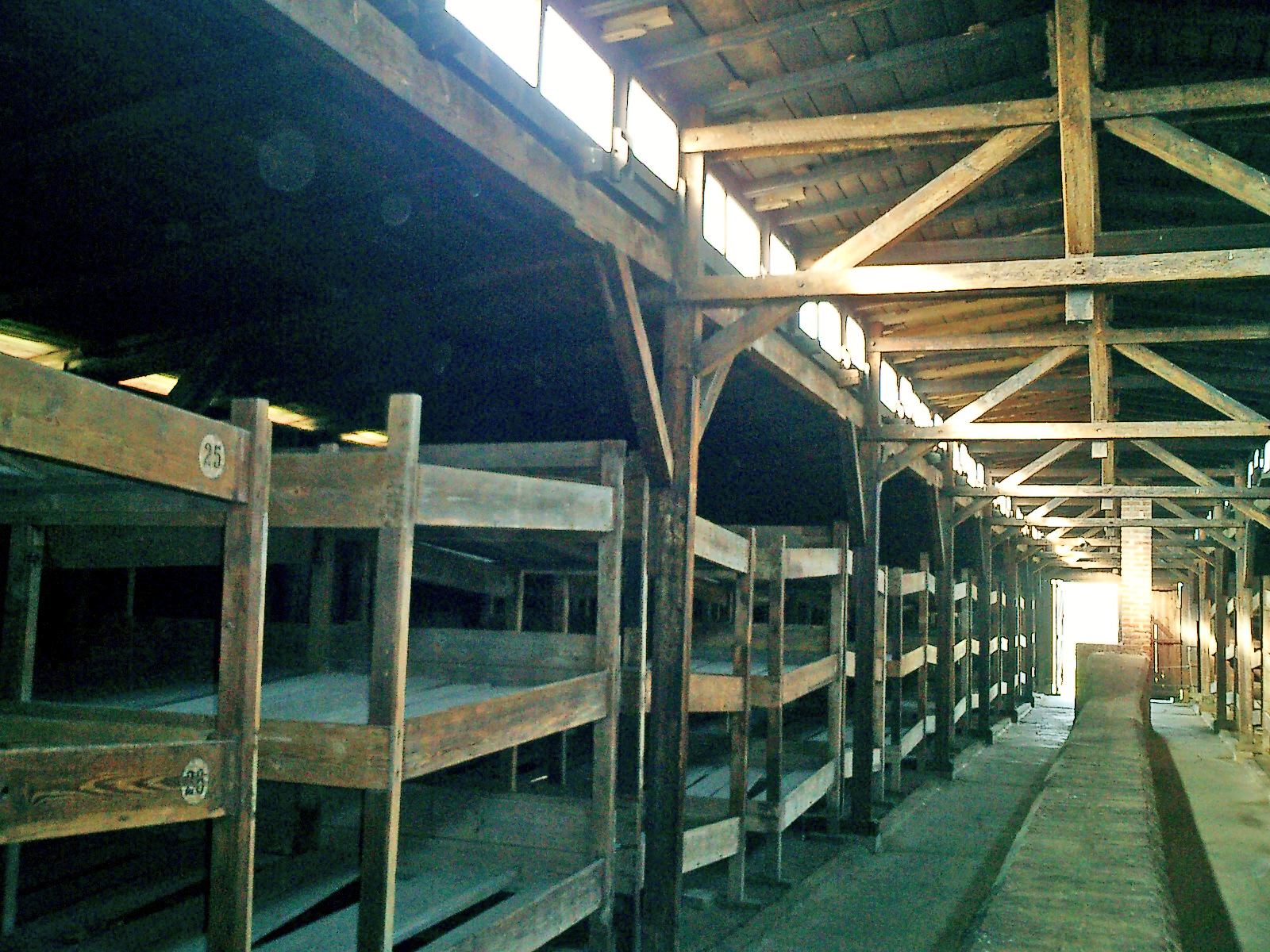
„Ubytování“ v Březince

Počátkem roku 1943 německé vojsko prohrálo u Stalingradu a začaly vznikat pochybnosti o tom, zda Němci válku vyhrají. Pomalu se začala také projevovat únava z války. V této situaci se nacisté rozhodli udělat z Židů rukojmí a nabídli Západním Spojencům, že umožní vystěhování jednoho milionu Židů z Říše, pokud Spojenci poskytnou Německu vojenský materiál na vedení války proti SSSR. Jednalo se o pouhý manévr, neboť v té době v Říši onen milion Židů ani nežil.
Terezín byl do těchto „divadelních plánů“ začleněn. Transporty z Terezína byly v únoru 1943 zastaveny a v ghettu začaly přípravy na návštěvu delegace Mezinárodního výboru Červeného kříže. V terezínském koncentračním táboře byla vybudována kavárna, začaly se pořádat koncerty a hrát divadlo. Průběh první tříhodinové vizitace Německého Červeného kříže dne 28. června 1943 byl pečlivě naplánován, takže výsledná zpráva Červeného kříže byla pro nacisty pozitivní.
Součástí propagandy mělo být také zřízení „rodinného tábora“ v Birkenau, kam byla část Židů deportována. Důvodem deportací byla také obava, že by se v Terezíně mohla odehrát podobná vzpoura vězňů jako třeba ve varšavském ghettu – do Birkenau byli tudíž deportováni zejména fyzicky zdatnější Židé. Ti po příjezdu skutečně nebyli hned zavražděni, ale ubytováni v dřevěných barácích.
Před druhou návštěvou delegace Mezinárodního výboru Červeného kříže v Terezíně proběhlo další „zkrášlování“ Terezína. Byly opraveny fasády a vydlážděny ulice. Návštěva proběhla 23. června 1944. Zpráva vedoucího delegace Maurice Rossela se však o Židech umírajících v Terezíně či deportovaných na východ vůbec nezmiňovala. Právě naopak. Zpráva tvrdila, že ghetto je město, které „žije téměř normálním životem“, a že žádné transporty z Terezína vypravovány nejsou. Takovýto text byl sepsán v době, kdy se již díky Vrbově a Wertzlerově zprávě vědělo, že v Osvětimi probíhá masové vyvražďování Židů.
Protože Mezinárodní výbor Červeného kříže byl vizitací v Terezíně již dostatečně uspokojen, o návštěvu Birkenau ani nestál. Divadlo v Birkenau již bylo tedy zbytečné a tamní Židé byli zlikvidováni. Z Terezína byla navíc vypravena další série vlaků do vyhlazovacích táborů. Červený kříž pak Terezín navštívil ještě jednou, a to 6. dubna 1945. Zpráva Mezinárodní výbor Červeného kříže, která veškerá zvěrstva v Terezíně zamlčela, je jen těžko pochopitelná – nacistická zvěrstva byla po osvobození Osvětimi v lednu 1945 již dobře známá. Navíc ve stejné době, kdy byla zpráva vydána, hynuly poslední zbytky českých Židů na pochodech smrti či při popravách v táborech v Buchenwaldu, Dachau, Sachsenhausen či jiných německých koncentračních táborech.

## Bilance a památníky šoa

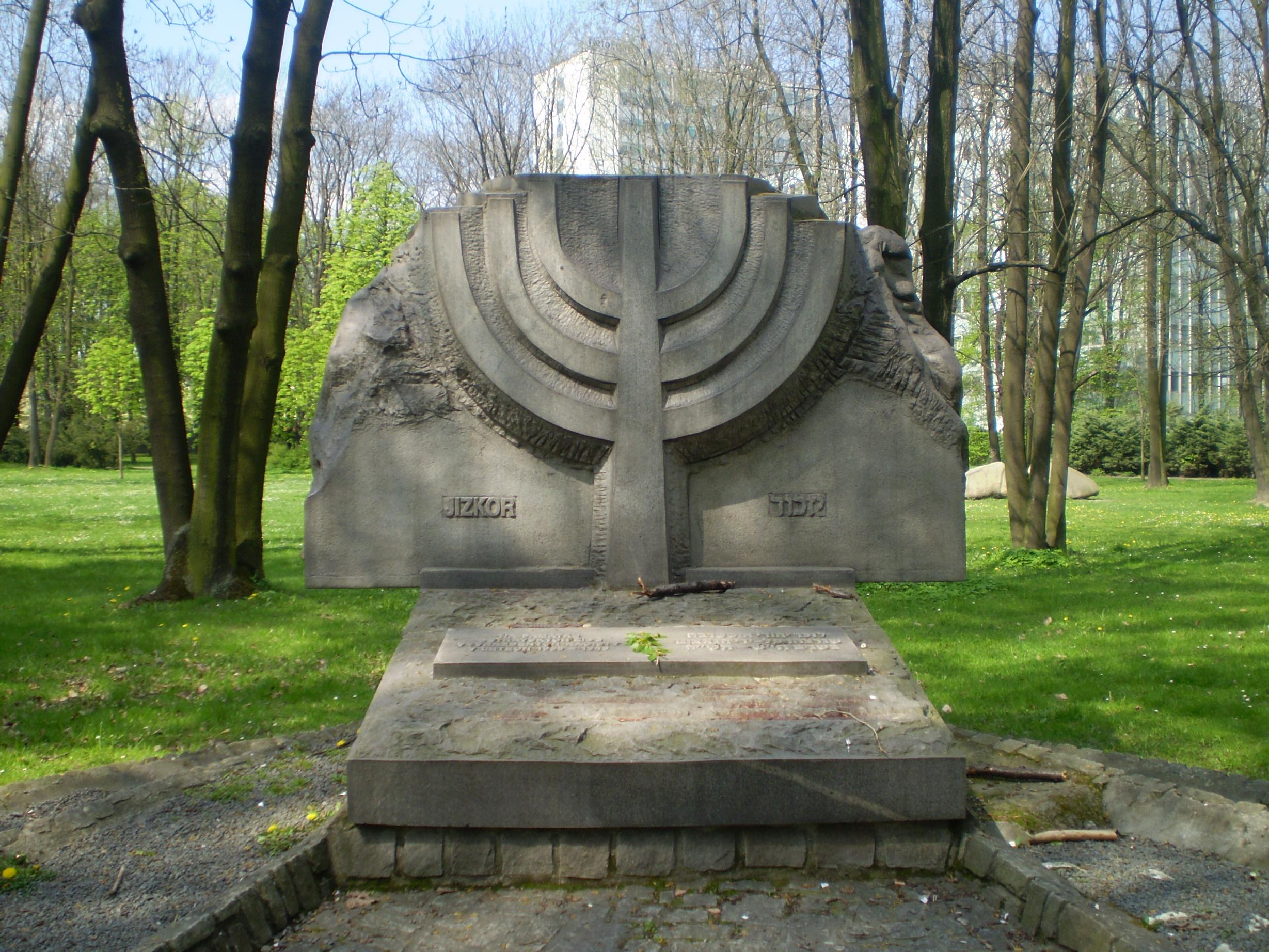
Památník zavražděných Židů v Ostravě

V den vzniku Protektorátu se na tomto území nacházelo přes 120 tisíc Židů. Asi 30 tisíc z nich emigrovalo, ať už dobrovolně či pod nacistickým nátlakem. Téměř všichni zbylí protektorátní Židé (přes 81 tisíc osob) byli deportováni do koncentračních táborů, z nichž přežilo jen asi 10 500 lidí. Okolo deseti tisíc dalších Židů upřednostnilo před deportací sebevraždu.
Na památku zavražděných Židů byl koncentrační tábor Terezín přeměněn na národní kulturní památku Památník Terezín. Jména židovských obětí jsou zaznamenána také na stěnách pražské Pinkasovy synagogy. Památníky holocaustu se nacházejí také na mnohých místech, ze kterých byli Židé odvlečeni.